# Marcelo Morales (Fußballspieler, 1966)
Marcelo Fabián Morales Ribas (* 9. Oktober 1966 in San Isidro) ist ein ehemaliger argentinischer Fußballspieler.

## Karriere
Morales begann seine Profilaufbahn 1987 beim argentinischen Vereinen CA Temperley. 1989 wechselte er zum CA Independiente. 1989/90 wurde er mit dem Verein Vizemeister der Primera División. Von 1993 bis 1994 war er außerdem noch bei den Vereinen Urawa Red Diamonds (Japan), CS Emelec (Ecuador) und Deportivo Español unter Vertrag. Mit Emelec wurde er 1993 ecuadorianischer Meister. Von 1995 bis 1999 war er bei Barcelona SC unter Vertrag. Mit dem Verein wurde er 1995 und 1997 ecuadorianischer Meister. 1998 erreichte er das Finale des Copa Libertadores. Danach spielte er bei Ferro Carril Oeste, Arsenal de Sarandí, CA Tigre und CD Audaz Octubrino. Ende 2004 beendete er seine Karriere als Fußballspieler.

## Erfolge
CS Emelec
- Ecuadorianischer Meister: 1993

Barcelona SC
- Ecuadorianischer Meister: 1995, 1997